# Hamburger Abendblatt
Hamburger Abendblatt – hamburski dziennik polityczny o lekko konserwatywnym nastawieniu, wydawany od 1948 przez Axel Springer SE. Był pierwszym dziennikiem niemieckim, który otrzymał licencję od władz niemieckich, a nie od władz okupacyjnych.
Wychodzi jako jedna z nielicznych gazet dopiero z samego rana, co umożliwia umieszczenie w nim najaktualniejszych wiadomości (np. wyników rozgrywek piłkarskich z poprzedniego wieczoru). Od 29 października 2006 do lutego 2007 wydawany był także w niedziele. Niedzielne wydanie „Abendblatt” ukazywało się także w latach 50. ub. wieku, przekształcone po pewnym czasie w „Bild am Sonntag”. Obecny nakład gazety sięga ok. 250 tysięcy egzemplarzy (według IVW 4/2010). Przedstawiane wiadomości dotyczą głównie Hamburga i przyległych regionów.